# Facultad de Ciencias Políticas y Sociología (Universidad Complutense de Madrid)
La Facultad de Ciencias Políticas y Sociología es un centro académico perteneciente a la Universidad Complutense de Madrid (UCM) ubicado en el campus de Somosaguas, en Pozuelo de Alarcón (Comunidad de Madrid, España). Su festividad es el día del aniversario de la Declaración Universal de los Derechos Humanos.
Comparte edificio con la Facultad de Trabajo Social.

## Estudios

### Programas de grado
- Grado en Antropología Social y Cultural.
- Grado en Ciencias Políticas.
- Grado en Gestión y Administración Pública.
- Grado en Relaciones Internacionales.
- Grado en Sociología.
- Doble Grado en Derecho y Ciencias Políticas
- Doble Grado en Sociología y Relaciones Internacionales (Mención en Experto en Desarrollo)

### Programas de máster
- Máster Universitario en Análisis Político.
- Máster Universitario en Análisis Sociocultural del Conocimiento y de la Comunicación.
- Consumo y comercio
- Erasmus Mundus 4 Cities: Unica Euromaster in Urban Studies
- Máster Universitario en Estudios Avanzados en Antropología Social y Cultural.
- Máster Universitario en Estudios Avanzados en Trabajo y Empleo.
- Estudios Contemporáneos de América Latina
- Estudios de género
- Estudios LGBTIQ+
- Estudios sobre Nacionalismo e Identidades Nacionales/ Nationalism Studies
- European Union and the Mediterranean: Historical, Cultural, Political, Economic and Social Basis
- Formación del Profesorado de ESO y Bachillerato, FP y Enseñanzas de Idiomas
- Gobierno y Administración Pública
- Política de Defensa y Seguridad Internacional (sólo para personal de Defensa y Seguridad)
- Metodología de la Investigación en Ciencias Sociales: Innovaciones y Aplicaciones
- Política Internacional: Estudios Sectoriales y de Área
- Psicología Social
- Sociología Aplicada: Problemas Sociales
- Teoría Política y Cultura Democrática[11]

### Programas de doctorado
- Doctorado en Ciencias Políticas y de la Administración y Relaciones Internacionales.
- Doctorado en Sociología y Antropología.

### Programas de título propio de la UCM
- Máster Propio UCM enCooperación Internacional.
- Máster Propio UCM en Diplomacia Corporativa: Influencia y Representación de Intereses.
- Máster Propio UCM en Gestión de servicios de salud y Empresas Sanitarias.
- Experto en Organización y Motivación de Equipos de Trabajo (en línea).
- Experto en Sociología Clínica e Intervención Psicológica[12]
- Máster en Innovación Pública Democrática y Gobernanza Inteligente
- Máster de Transparencia y Buen Gobierno
- Máster en Dependencia, Políticas Públicas e Innovación Social de Personas Mayores

## Departamentos
- Departamento de Antropología Social y Psicología Social.
- Departamento de Ciencia Política y de la Administración.
- Departamento de Historia política, Teorías y Geografía Políticas.
- Departamento de Relaciones Internacionales e Historia Global.
- Departamento de Sociología Aplicada.
- Departamento de Sociología: Metodología y Teoría.
- Sección Departamental de Derecho Administrativo (Ciencias Políticas y Sociología)
- Sección Departamental de Derecho Constitucional (Ciencias Políticas y Sociología)
- Sección Departamental de Derecho del Trabajo y de la Seguridad Social (Ciencias Políticas y Sociología)
- Sección Departamental de Economía Aplicada, Pública y Política (Ciencias Políticas y Sociología)[13][14]

## Origen y fundación
La Facultad de Ciencias Políticas y Económicas fue creada por la Ley de Ordenación de la Universidad española de 29 de julio de 1943, compuesta por cuatro cursos y dos secciones.
Por Orden de 28 de noviembre de 1952, se transformó la Cátedra de Teoría de la Sociedad y de la Política en una cátedra de Sociología.
En 1953, por Ley de 17 de julio se añadieron a la Sección de Económicas los estudios mercantiles y la Facultad pasó a llamarse de Ciencias Políticas, Económicas y Comerciales, con cinco cursos y tres especialidades.
En los últimos años del franquismo se destacó por ser uno de los epicentros del movimiento estudiantil contra la dictadura.[cita requerida] Un símbolo de dicho movimiento fue el concierto del cantautor valenciano Raimon el 18 de mayo de 1968, y la manifestación masiva de otras facultades (liderada por Económicas y Políticas), convocada por la muerte de un estudiante de Derecho. Ante esta y otras demostraciones masivas de protesta contra el régimen (huelgas, boicot a los exámenes, y manifestaciones diarias durante el curso de 1967-68), el Gobierno declaró el Estado de Excepción en toda la Universidad.
En 1969, las Autoridades separaron y trasladaron la Sección Económicas y la Sección Políticas. La Facultad de Ciencias Económicas y Empresariales fue al recién construido campus de Somosaguas, lejos entonces de Madrid y también a la de Filosofía y Letras. La recién creada Facultad de Ciencias Políticas, se ubicó dentro del recinto de la Ciudad Universitaria. Ese edificio fue posteriormente asignado a la Facultad de Estudios Estadísticos (Universidad Complutense de Madrid). Hoy día, ambas vuelven a estar juntas en el mismo campus (Somosaguas). Filosofía y Letras consigue eludir el traslado, y su edificio (el "Prefabricado"), se queda al principio para el Nuevo Plan (1970) de Económicas y después para a Psicología.

## Asociaciones
- Abya Yala - Asociación de Estudiantes Latinoamericanxs.
- Asociación de Estudiantes de Gestión y Administración Pública (AEGAP UCM).
- Asociación de Izquierda Progresista (AIP).
- Asociación Cultural Latveria.
- Asociación Kwaanza.
- Asociación Universitaria La Chispa.
- El Señor de los Dadillos.
- ETIC - Asociación Estudiantil de Antropología.
- Frente de estudiantes - Ciencias Políticas y Sociología.
- Kwanzaa - Asociación Afrodescendiente Universitaria.
- La Ecoaldea UCM.
- La Trivial.
- Libertad sin Ira (LSI).
- RQTR (Rosa Que Te quiero Rosa).
- UCM MUN
- Somosaguas News.
- Contracorriente.
- Asociación de Estudiantes de Somosaguas (DoSa).
- Liga Interna[15]